# Pierre Wininger
Pour les articles homonymes, voir Wininger.
Pierre Wininger, né le 8 septembre 1950 à Saint-Mandé et mort le 25 décembre 2013 à Saint-Brieuc,, est un scénariste et dessinateur de bande dessinée français.

## Biographie
Il travaille d'abord dans la publicité.
À partir de 1976, il publie dans Charlie Hebdo et Circus la série Victor Billetdoux.
En 1979, il crée Le Jardin Sanglant sur un scénario d'Henri Filippini pour Pilote, qui parait en album chez Dargaud.
Il travaille ensuite pour le magazine Okapi avec la série Nicéphore Vaucanson. À partir de 1987, Wininger se consacre à l'adaptation de nombreux romans pour le magazine pour adolescents Je Bouquine. Il met ainsi en images des romans d'Oscar Wilde, de Conan Doyle, d'Italo Calvino, de Mary Shelley, etc.

## Publications
- Victor Billetdoux, trois volumes (1978 à 1982, scénariste et dessinateur), éditions Glénat :

1. La Pyramide oubliée (1978)
2. Les Ombres de nulle part (1979)
3. La Nuit de l'Horus rouge (1982).

- Le Jardin sanglant (1979, dessinateur, scénario d'Henri Filippini), Dargaud.
- Nicéphore Vaucanson, trois volumes (1981 à 1984, scénariste et dessinateur), Bayard Presse :

1. Evergreen (1981)
2. L'Ombre du scarabée (1983)
3. Le Mystère Van Hopper (1984).

- Les Ailes du rêve (1986, scénariste et dessinateur), Air France.
- Terminus Crusoé (1987, scénariste et dessinateur), Glénat.
- Les Miroirs du temps (2003, dessinateur, scénario de Marie-Charlotte Delmas), Glénat.